# Aéroport international Martín Miguel de Güemes
Pour les articles homonymes, voir Güemes.
L'aéroport international Martín Miguel de Güemes , (code IATA : SLA • code OACI : SASA), situé à Salta, dans la province éponyme en Argentine est un aéroport international. 

## Statistiques
Pour des raisons techniques, il est temporairement impossible d'afficher le graphique qui aurait dû être présenté ici.

Voir la requête brute et les sources sur Wikidata.

## Compagnies aériennes et destinations
| Compagnies            | Destinations |
| --------------------- | --- |
| Aerolíneas Argentinas | - Buenos Aires-J. Newbery, - Córdoba, - Mendoza-El Plumerillo, - Neuquén (en), - Puerto Iguazú, - Resistencia, - Rosario - îles Malouines (en), - San Carlos de Bariloche (en), - São Paulo/Guarulhos, - San Miguel de Tucumán (en) |
| Flybondi              | Buenos Aires-J. Newbery |
| JetSmart Argentina    | Buenos Aires-J. Newbery, Buenos Aires-Ezeiza, Córdoba, Mendoza-El Plumerillo, Neuquén (en) |
| LATAM Perú            | Lima-J. Chávez |

Edité le 14/12/2023

## Situation
| \| 100 km1:20 642 000 \| Bahía Blanca San Carlos de Bariloche Buenos Aires · J.-Newbery Buenos Aires · Ezeiza Buenos Aires · El Palomar Catamarca Comodoro Rivadavia Córdoba Corrientes El Calafate Esquel Formosa Gobernador Gregores San Salvador de Jujuy La Rioja Malargüe Mar del Plata Mendoza Neuquén Paraná Perito Moreno Puerto · Iguazú Puerto Madryn Reconquista Resistencia Río Cuarto Río Gallegos Río Grande Rosario Salta San Juan San Luis San Martín de los Andes San Rafael Santa Fe de la Vera Cruz Santa Rosa Santiago del Estero Sunchales Tandil Termas de Río Hondo Trelew Tucumán Ushuaia Viedma |
| 100 km1:20 642 000 |